# Guillermo Loría Garita
Guillermo Loría Garita (ur. 19 listopada 1937 w Tierra Blanca) – kostarykański duchowny katolicki, biskup diecezjalny San Isidro de El General 2003-2013.

## Życiorys
Święcenia kapłańskie otrzymał 21 grudnia 1963 i został inkardynowany do archidiecezji San José de Costa Rica. Pracował duszpastersko na terenie archidiecezji, był także wykładowcą miejscowego seminarium oraz sekretarzem krajowej komisji ds. sprawiedliwości i pokoju.
31 lipca 2003 papież Jan Paweł II mianował go biskupem diecezjalnym San Isidro de El General. 1 października 2003 z rąk biskupa Ignaciego Nazareno Trejosa Picady przyjął sakrę biskupią. 24 grudnia 2013 ze względu na wiek złożył rezygnację z zajmowanej funkcji.